# منتخب فنلندا تحت 21 سنة لكرة القدم
منتخب فنلندا تحت 21 سنة لكرة القدم هو الممثل الرسمي لفنلندا في بطولات كرة القدم تحت 21 سنة. يشارك الفريق في بطولة أوروبا تحت 21 لكرة القدم التي تقام كل عامين.